# Lincoln Mark LT
La Mark LT è un pick-up full-size di lusso a quattro porte prodotto dalla Lincoln dal 2006. Negli Stati Uniti la vettura è stata venduta fino al 2008, mentre in Messico la commercializzazione è andata avanti nonostante una temporanea interruzione nel 2009.

## Storia

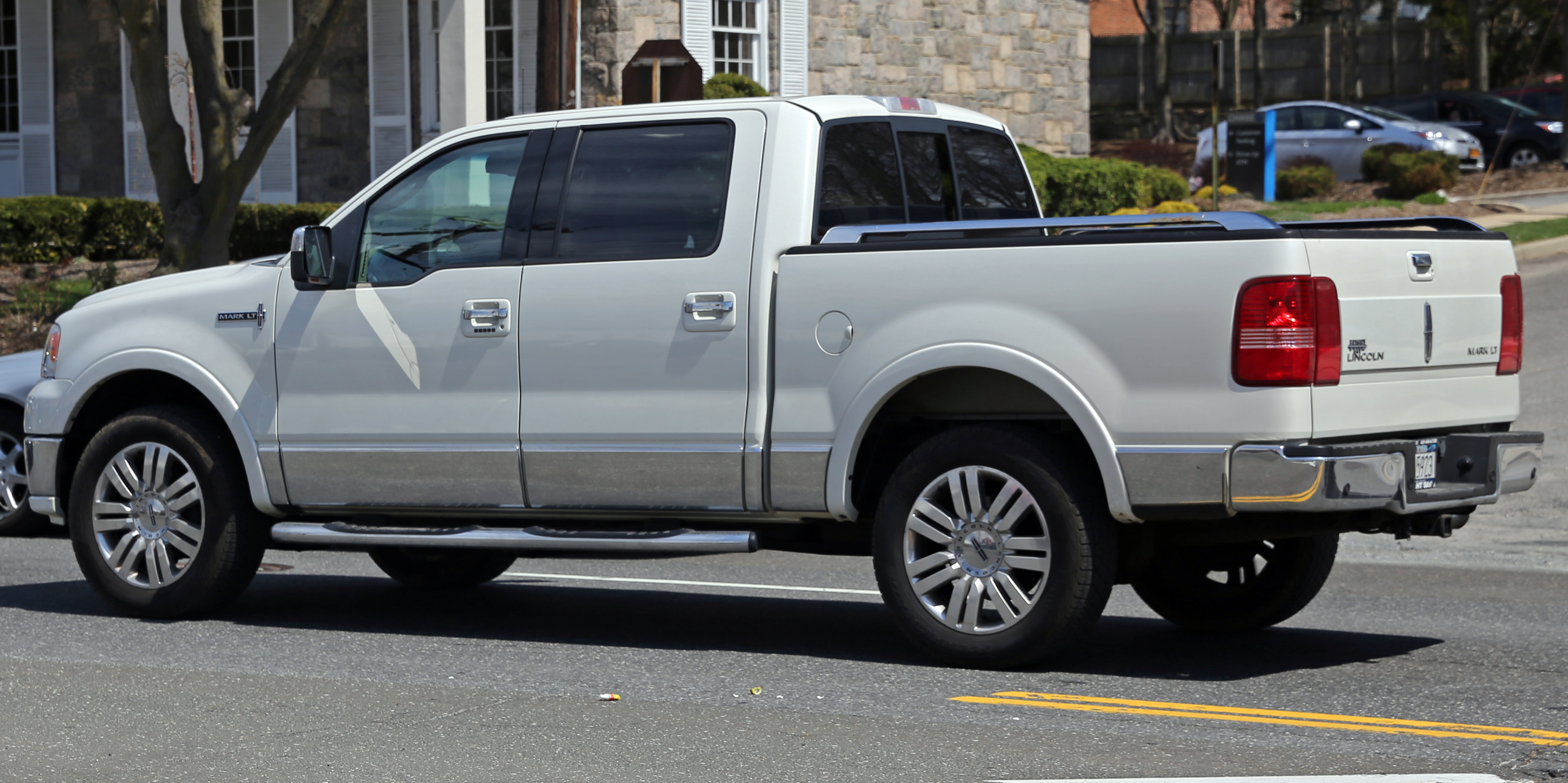
Il retro di una Lincoln Mark LT

La vendita della Mark LT è iniziata nel gennaio 2005 per il model year 2006. Il modello è succeduto alla molto poco fortunata Lincoln Blackwood, che venne commercializzata solo nel 2002 e che fu disponibile solo con trazione posteriore. La Mark LT è invece dotata, oltre che della trazione posteriore offerta di serie, anche di un'opzionale trazione integrale. La vettura, che è assemblata a Deaborn (Michigan) ed a Cuautitlán (Messico), è costruita sul pianale P2 della Ford.
La Mark LT è basata sul Ford F-150 ed era dotata di un motore V8 da 5,4 L di cilindrata. Nel 2011 questo propulsore è stato sostituito da un motore V8 da 5 L. In entrambi i casi, il propulsore è montato anteriormente.
Nel primo anno di commercializzazione, le vendite di Mark LT furono nettamente migliori di quelle della Blackwood, dato che si assestarono a 10.274 esemplari. Nel 2006 il modello vendette meglio della Cadillac Escalade EXT, ma nel 2007 le vendite di quest'ultimo risorpassarono considerevolmente quelle della Mark LT.
Nel 2007 l'equipaggiamento del Mark LT si è arricchito del navigatore satellitare. Nell'occasione è stata anche rivista la calandra. Dopo il 2008 il modello non è stato più disponibile negli Stati Uniti ed in Canada. Come sostituto, la Ford ha creato un allestimento lussuoso per il Ford F-150 che è stato chiamato Platinum.
Nonostante la cancellazione negli Stati Uniti e Canada, la Mark LT continua ad essere in vendita in Messico, dove è stata reintrodotta nel settembre del 2009 per il model year 2010. Tale seconda generazione di Mark LT è basata sulla dodicesima serie dell'F-150 e assomiglia parecchio al citato allestimento Platinum. La Mark LT continua ad essere assemblata da Deaborn (quello a corto cassone di carico) e Cuautitlán (quello a lungo cassone di carico).
Per quanto riguarda i cambi, fino al 2008 era disponibile una trasmissione automatica a quattro rapporti, mentre dal 2010, sulla versione commercializzata in Messico, è offerto un cambio manuale a sei rapporti.